# Hip Hop Hurrà
Hip Hop Hurrà è una serie televisiva italiana per ragazzi prodotta da Disney Channel Italia, entrata nel palinsesto di quest'ultima il 2 luglio 2007.

## Produzione
L'idea della serie è nata alla fine del 2006, quando i produttori di Disney Channel Italia pensavano ad un nuovo progetto che potesse seguire le orme della sitcom Quelli dell'intervallo. La risposta fu Hip Hop Hurrà, titolo semplice, attori bravi (alcuni dei quali in erba) ed un format che ha come tema principale la danza.
Così dagli studi milanesi di Disney Channel Italia, iniziarono le riprese nel mese di febbraio 2007 e finirono due mesi dopo. La serie debuttò il 2 luglio 2007, ma con il nuovo palinsesto autunnale la serie ora va in onda solo la domenica (causa disinteresse del pubblico).
Quest'ultima causa ha portato Disney Channel Italia a non richiedere più nuovi episodi della serie.

## Controversie
Molti spettatori hanno notato fin dall'inizio alcune somiglianze con la serie Quelli dell'intervallo riguardo a dei personaggi che fisicamente però non si somigliano. Ad esempio, i rapporti fra Marlon e Penelope e di Vanessa e Matteo sono simili a quello di Tinelli e Valentina: infatti, proprio come Marlon, Valentina rifiuta Tinelli (in questo caso Penelope) per il suo aspetto. Poi la Rotter potrebbe assomigliare alla Prof. Martinelli per la sua severità. Inoltre, Titta ricorda sia Bella per il suo linguaggio e atteggiamento educato ed il suo amore per Matteo (come Bella e Tinelli appunto) che Mafalda, in quanto accetta ben volentieri anche la compagnia e gli inviti dei ragazzi a cui vuole solo del bene e anche Dj perché parla molto; poi c'è XL che ricorda molto lo Smilzo visto che mangia in continuazione.

## Personaggi
- Daniele (Gianmaria Biancuzzi), l'alterego di Matteo, è sfacciatamente fortunato e per questo è abbastanza insopportabile; gli piace fare scherzi a Matteo.
- Matteo (Ermes Califano), ragazzo molto sfortunato, deriso da Daniele. Ha una cotta per Vanessa, che però lo rifiuta.
- Vanessa (Greta Bosio), la più vanitosa, carina e, spesso, antipatica; cerca di parlare una specie di inglese togliendo le vocali finali.
- Titta (Serena Limonta), la piccola chiacchierona che dice sempre quello che pensa. Profondamente è innamorata di Matteo.
- Marlon (Marlon Brandão[1]), il ragazzo più adorato della scuola di ballo (solo da Penelope).
- XL (Daniele Negri), è molto sviluppato per la sua età. È il golosone del gruppo. Adora mangiare merendine.
- Penelope (Chiara Capra), detta anche Penny, è la ragazza più romantica, innamorata di Marlon.
- Martina (Beatrice Cuni), è una ragazza che non fa altro che dire bugie, spesso assurde.
- Giulia (Giulia Miceli), è una ragazzina estroversa che indossa sempre alcuni adorabili cappellini, è la migliore amica di Penny.
- Francesca (Francesca Sani), la prof di ballo denominata dai ragazzi "Rotter" per la sua severità.